# Herceg Novi

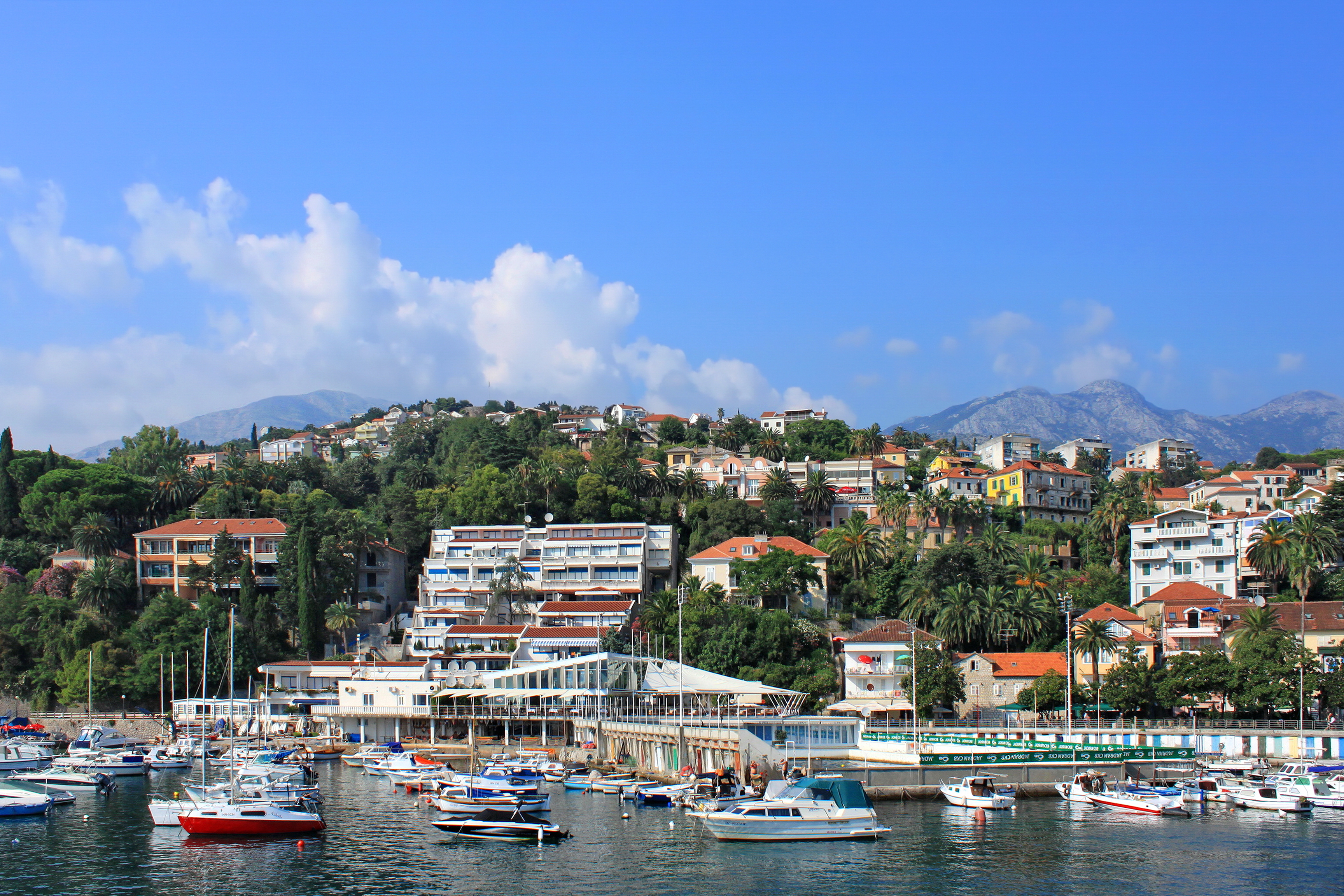
Utsikt över staden från hamnen.

Herceg Novi är en kustort i kommunen Herceg Novi i nordvästra Montenegro, och är en populär turistort med bland annat små kaféer med folkmusik. Folkmängden i centralorten uppgick till 11 108 invånare vid folkräkningen 2011. Hela kommunen hade 30 992 invånare 2011, på en yta av 235 kvadratkilometer.
Från Herceg Novi kan man ta båt till Zanjice, där det finns stränder, och Plava Spilja, där det finns blåa grottor i bergen. 
Sammanvuxet med Herceg Novi är den lilla orten Igalo. De två orterna är endast åtskilda administrativt.
Staden gränsar till Tivat och Tivats flygplats ligger inte långt bort.
Herceg Novi har, liksom Tivat, stor serbisk befolkning. I Herceg Novi utgör serberna en absolut majoritet.